# Mike Fisher (Rennfahrer)
Mike Fisher (* 13. März 1943 in Hollywood) ist ein ehemaliger US-amerikanischer Autorennfahrer und Kampfflieger.

## Karriere

### Rennfahrer
Mike Fisher fuhr in der frühen Phase seiner Karriere eine Vielzahl an Rennfahrzeugen. Einen Lotus 18 bei Monoposto-Rennen, Porsche 906- und 910-Sportwagen in der SCCA-Serie. Als er 1967 mit einem Lotus 33 beim Großen Preis von Kanada auftauchte sorgte er für einiges Erstaunen in der Fachwelt. Bei genauerer Nachschau stellte sich heraus, dass der Lotus mit der Fahrgestellnummer R11 der Werkswagen von Jim Clark aus dem Jahre 1965 war. Der Schotte hatte in diesem Wagen die Formel-1-Weltmeisterschaft dieses Jahres in überlegener Manier gewonnen. Über einige Zwischenhändler kam der Rennwagen in die Hände von Fisher. Der Amerikaner fuhr mit dem zwei Jahre alten Boliden ein respektables Rennen und wurde 11. Beim Großen Preis von Mexiko, für den er eigentlich qualifiziert war, stoppte ihn ein Benzinpumpendefekt noch vor der Einführungsrunde.

### Kampfflieger
Die Karriere des Kaliforniers endete, bevor sie richtig begonnen hatte. Fisher wurde eingezogen und musste für sein Heimatland in Vietnam kämpfen. Nach einer Ausbildung zum Kampfflieger flog Fisher in Indochina Kampfeinsätze mit Jagdflugzeugen wie der F-102, der F-101 und der F-4 Phantom. 
Nach seiner Rückkehr aus dem Krieg blieb Fisher bis 1994 bei der United States Air Force. Dem Rennsport war er weiterhin verbunden, obwohl er aktiv keine Rennen mehr fuhr. 1997 wurde er Vizepräsident der CART, trat aber schon nach drei Jahren wieder zurück.